# Bienie
Bienie (deutsch Bienien, 1938–1945 Binie) ist ein Dorf in der polnischen Woiwodschaft Ermland-Masuren, das zur Gmina Ełk (Landgemeinde Lyck) im Powiat Ełcki (Kreis Lyck) gehört.

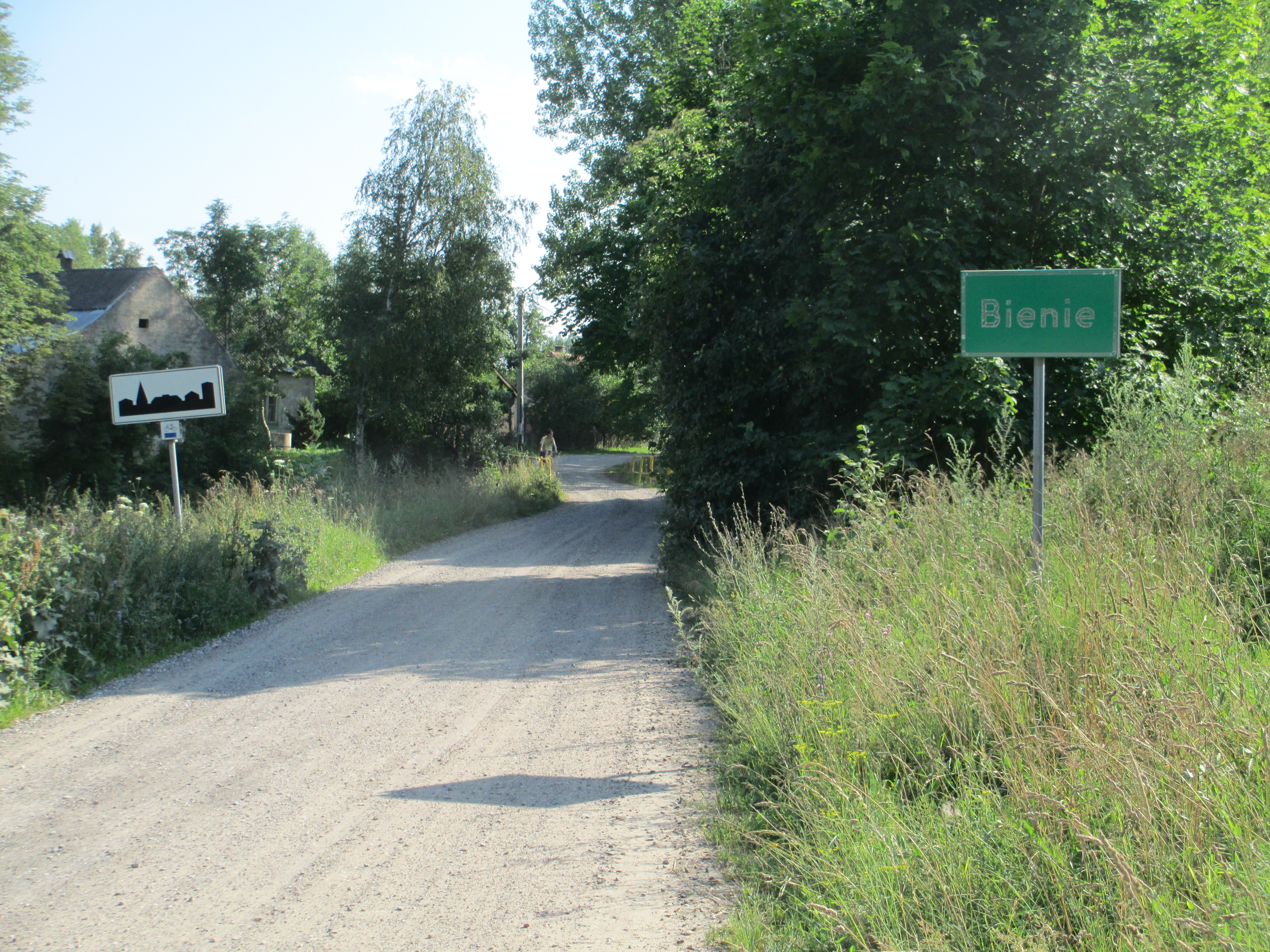
Ortseinfahrt Bienie

## Geographische Lage
Bienie liegt an einer Bucht am Nordufer des Sunowo-Sees (1938–1945 Sonnau-See, polnisch Jezioro Sunowo) im Osten der Woiwodschaft Ermland-Masuren, sieben Kilometer westlich der Kreisstadt Ełk (Lyck).

## Geschichte
Um das Jahr 1539 wurde das damals Bienoffen, vor 1785 Binie, bis 1938 Bienien, genannte kleine Dorf gegründet. Es bestand lediglich aus ein paar kleinen Gehöften.
Zwischen 1874 und 1945 war Bienien in den Amtsbezirk Schedlisken (polnisch Siediska) eingegliedert, der – 1938 in Amtsbezirk Sonnau umbenannt – zum Kreis Lyck im Regierungsbezirk Gumbinnen (ab 1905 Regierungsbezirk Allenstein) der preußischen Provinz Ostpreußen gehörte.
Im Jahre 1910 verzeichnete Bienien 78 Einwohner, deren Zahl bis 1933 auf 62 zurückging. Aufgrund der Bestimmungen des Versailler Vertrags stimmte die Bevölkerung im Abstimmungsgebiet Allenstein, zu dem Biinien gehörte, am 11. Juli 1920 über die weitere staatliche Zugehörigkeit zu Ostpreußen (und damit zu Deutschland) oder den Anschluss an Polen ab. In Bienien stimmten 60 Einwohner für den Verbleib bei Ostpreußen, auf Polen entfielen keine Stimmen.
Im Zuge der nationalsozialistischen Umbenennungsaktion wurde die Namensschreibweise Bieniens am 3. Juni (amtlich bestätigt am 16. Juli) des Jahres 1938 in Binien verändert. Die Einwohnerzahl belief sich 1939 auf 68.
In Kriegsfolge kam das Dorf 1945 mit dem gesamten südlichen Ostpreußen zu Polen und erhielt die polnische Namensform Bienie. Heute ist es Sitz eines Schulzenamtes (polnisch Sołectwo) und damit eine Ortschaft im Verbund der Gmina Ełk (Landgemeinde Lyck) im Powiat Ełcki (Kreis Lyck), vor 1998 der Woiwodschaft Suwałki, seither der Woiwodschaft Ermland-Masuren zugehörig.

## Religionen
Bis 1945 war Bienien resp. Binien in die evangelische Kirche Grabnick in der Kirchenprovinz Ostpreußen der Evangelischen Kirche der Altpreußischen Union und in die römisch-katholische Kirche St. Adalbert in Lyck im Bistum Ermland eingepfarrt.
Heute gehört Bienie zur katholischen Pfarrei Grabnik im Bistum Ełk der Römisch-katholischen Kirche in Polen. Die evangelischen Einwohner orientieren sich zur Kreisstadt Ełk, deren Kirchengemeinde eine Filialgemeinde der Pfarrei Pisz (deutsch Johannisburg) in der Diözese Masuren der Evangelisch-Augsburgischen Kirche in Polen ist.

## Verkehr
Bienie liegt südlich der Woiwodschaftsstraße 656 und ist von Chrzanowo (Chrzanowen, 1933–1945 Kalkofen) aus auf einer Nebenstraße nach Mołdzie (Moldzien, 1938–1945 Mulden) zu erreichen. Eine Bahnanbindung besteht nicht.